# Центральный банк Ирландии
Центральный банк Ирландии (полное название Центральный банк и орган управления финансовыми услугами Ирландии (ирл. Banc Ceannais agus Údarás Seirbhísí Airgeadais na hÉireann, англ. Central Bank and Financial Services Authority of Ireland)) — центральный банк и орган финансового регулирования Ирландии.
Центральный банк Ирландии был основан 1 февраля 1943 года, а с 1 января 1972 года стал банком правительства Ирландии в соответствии с Законом о Центральном банке 1971 года, который можно рассматривать в законодательном плане как завершение длительного перехода от валютного совета к полнофункциональному центральному банку.
С 1979 по 2017 год головной офис, здание Центрального банка Ирландии, находилось на Дам-стрит в Дублине. С марта 2017 года штаб-квартира находится на набережной Норт-Уолл. Банк также работает из помещений в близлежащем Спенсер-доке. Валютный центр (Ирландский монетный двор) в Сэндифорде — это место производства, хранения и распространения валюты банка.
Банк до введения евро выпускал ирландский фунт и чеканил монеты, теперь он предоставляет эту услугу ЕЦБ.